# St. Maria Magdalena (Husen)

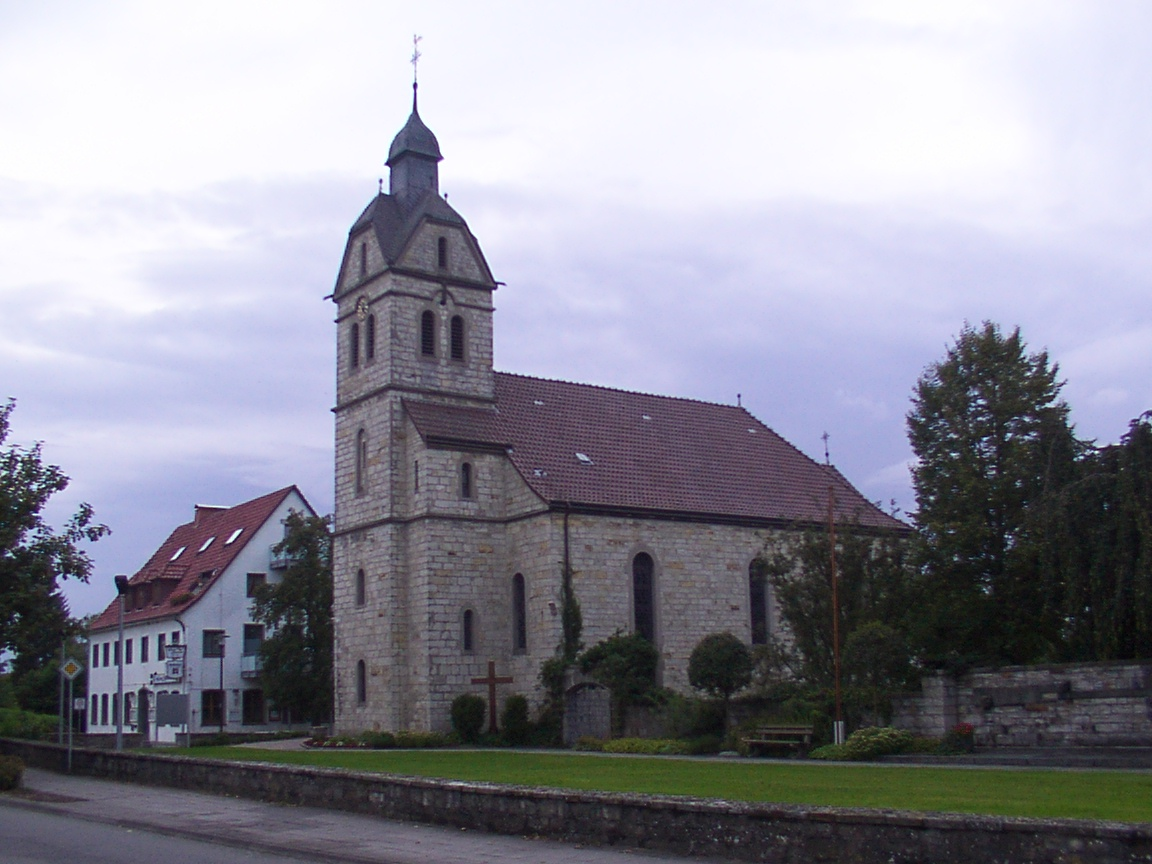
Pfarrkirche Maria Magdalena

Die katholische Pfarrkirche St. Maria Magdalena ist ein denkmalgeschütztes Kirchengebäude in Husen, einem Stadtteil von Lichtenau im Kreis Paderborn (Nordrhein-Westfalen).

## Geschichte und Architektur
Die neuromanische, genordete Hallenkirche mit eingezogenem und halbrund geschlossenen Chor wurde 1903/04 unter der Leitung des Kirchenbaumeisters Franz Mündelein errichtet. Die Wände wurden aus hammerrechtem Bruchstein gemauert. Der Südturm ist durch ein Sandsteinportal begehbar. Im Innenraum ruhen von Gurtbögen gegliederte Kreuzgratgewölbe auf schlichten Rundpfeilern.

## Ausstattung
- Der barocke Hochaltar stammt aus der Kapelle der Wüstung Vesperthe. Das Altarblatt wurde 1870 erneuert.
- Die reichbeschnitzte Brüstung der Orgelempore mit Heiligenfiguren, ist mit 1712 bezeichnet.
- Die Doppelmadonna aus Holz ist eine Schnitzarbeit von der Mitte des 18. Jahrhunderts. Sie stammt ursprünglich aus dem Kloster Dalheim.